# Liste des membres du conseil régional de Picardie de 2004 à 2010
 (juin 2016).
Cet article dresse la liste des 57 membres du conseil régional de Picardie élus lors de l'élection régionale de 2004 en Picardie, ainsi que les changements intervenus en cours de mandature.

## Conseil issu des élections de 2004 et changements

### Liste et groupes
| Dép.  | Liste             | N° | Nom                     |  | Parti                                                             | Groupe                                                              | Changements                                                  |
| ----- | ----------------- | -- | ----------------------- |  | ----------------------------------------------------------------- | ------------------------------------------------------------------- | ------------------------------------------------------------ |
| Aisne | Picardie à Gauche | 1  | Michèle Fuselier        |  | PS                                                                | Socialiste                                                          |                                                              |
| Aisne | Picardie à Gauche | 2  | Franck Delattre         |  | Les Verts                                                         | Verts-PRG                                                           |                                                              |
| Aisne | Picardie à Gauche | 3  | Michèle Cahu            |  | Les Verts (PCF jusqu'en 2006)                                     | Verts-PRG (Communiste et républicain en 2004-2006)                  |                                                              |
| Aisne | Picardie à Gauche | 4  | Alain Reuter            |  | PS                                                                | Socialiste                                                          |                                                              |
| Aisne | Picardie à Gauche | 5  | Anne Ferreira           |  | PS                                                                | Socialiste                                                          |                                                              |
| Aisne | Picardie à Gauche | 6  | Laurent Brocheton       |  | PS                                                                | Socialiste                                                          |                                                              |
| Aisne | Picardie à Gauche | 7  | Marie-Jeanne Potin      |  | PG (Les Verts jusqu'en 2008)                                      | Non-inscrits (Verts-PRG en 2004-2009)                               |                                                              |
| Aisne | Picardie à Gauche | 8  | Charles Watelle         |  | PS                                                                | Socialiste                                                          |                                                              |
| Aisne | Picardie à Gauche | 9  | Edith Bochand           |  | PS                                                                | Socialiste                                                          |                                                              |
| Aisne | Picardie à Gauche | 10 | Jean-Luc Tournay        |  | Colère et espoir (CE, communistes dissidents) (PCF jusqu'en 2006) | Communiste et républicain                                           |                                                              |
| Aisne | Aimer la Picardie | 1  | Renaud Beliere          |  | MoDem (UDF jusqu'en 2007)                                         | Non-inscrits (Aimer la Picardie en 2004-2006, UDF en 2006-2008)     |                                                              |
| Aisne | Aimer la Picardie | 2  | Edith Errasti           |  | UMP                                                               | Aimer la Picardie                                                   |                                                              |
| Aisne | Aimer la Picardie | 3  | Antoine Lefevre         |  | UMP                                                               | Aimer la Picardie                                                   | Démissionne le 1er octobre 2008                              |
| Aisne | Aimer la Picardie | 4  | Monique Ryo             |  | NC (UDF jusqu'en 2007)                                            | Non-inscrits (Aimer la Picardie en 2004-2006, UDF en 2006-2008)     |                                                              |
| Aisne | Aimer la Picardie | 5  | Bastien Millot          |  | UMP                                                               | Aimer la Picardie                                                   | Remplace Antoine Lefevre le 22 octobre 2008                  |
| Aisne | Front national    | 1  | Franck Briffaut         |  | FN                                                                | Front national                                                      |                                                              |
| Aisne | Front national    | 2  | Nathalie Fauvergue      |  | FN                                                                | Front national                                                      |                                                              |
| Oise  | Picardie à Gauche | 1  | Claude Gewerc           |  | PS                                                                | Socialiste                                                          |                                                              |
| Oise  | Picardie à Gauche | 2  | Laurence Rossignol      |  | PS                                                                | Socialiste                                                          |                                                              |
| Oise  | Picardie à Gauche | 3  | Frédéric Fillon         |  | PS                                                                | Socialiste                                                          |                                                              |
| Oise  | Picardie à Gauche | 4  | Viviane Claux           |  | PCF                                                               | Communiste et progressiste (Communiste et républicain en 2004-2006) |                                                              |
| Oise  | Picardie à Gauche | 5  | Arnaud Caron            |  | Les Verts                                                         | Verts-PRG                                                           |                                                              |
| Oise  | Picardie à Gauche | 6  | Béatrice Lejeune        |  | PS                                                                | Socialiste                                                          |                                                              |
| Oise  | Picardie à Gauche | 7  | Daniel Beurdeley        |  | PCF                                                               | Communiste et progressiste (Communiste et républicain en 2004-2006) |                                                              |
| Oise  | Picardie à Gauche | 8  | Fatima Abla             |  | Les Verts (PRG jusqu'en 2009)                                     | Verts-PRG                                                           |                                                              |
| Oise  | Picardie à Gauche | 9  | Gilles Seguin           |  | PS                                                                | Socialiste                                                          |                                                              |
| Oise  | Picardie à Gauche | 10 | Isabelle Maupin         |  | Les Verts                                                         | Verts-PRG                                                           |                                                              |
| Oise  | Picardie à Gauche | 11 | Philippe Massein        |  | PS                                                                | Socialiste                                                          |                                                              |
| Oise  | Picardie à Gauche | 12 | Renza Fresh             |  | PS                                                                | Socialiste                                                          |                                                              |
| Oise  | Picardie à Gauche | 13 | Eric Montes             |  | PRG                                                               | Verts-PRG                                                           | Remplace Charlotte Delécolle le 22 octobre 2004              |
| Oise  | Aimer la Picardie | 1  | Caroline Cayeux         |  | UMP                                                               | Aimer la Picardie                                                   |                                                              |
| Oise  | Aimer la Picardie | 2  | Patrice Fontaine        |  | UMP                                                               | Aimer la Picardie                                                   |                                                              |
| Oise  | Aimer la Picardie | 3  | Claude du Granrut       |  | NC (UDF jusqu'en 2007)                                            | Aimer la Picardie                                                   |                                                              |
| Oise  | Aimer la Picardie | 4  | Jean-Claude Saint-Aubin |  | DVD                                                               | Aimer la Picardie                                                   |                                                              |
| Oise  | Aimer la Picardie | 5  | Élodie Gossuin          |  | DVD                                                               | Aimer la Picardie                                                   |                                                              |
| Oise  | Aimer la Picardie | 6  | Franck Pia              |  | NC (UDF jusqu'en 2007)                                            | Aimer la Picardie                                                   |                                                              |
| Oise  | Front national    | 1  | Michel Guiniot          |  | FN                                                                | Front national                                                      |                                                              |
| Oise  | Front national    | 2  | Monique Chapel          |  | PDF (FN jusqu'en 2009)                                            | Patrie et Liberté (Front national en 2004-2009)                     |                                                              |
| Oise  | Front national    | 3  | Thomas Joly             |  | PDF (FN jusqu'en 2009)                                            | Patrie et Liberté (Front national en 2004-2009)                     |                                                              |
| Oise  | Front national    | 4  | Annie Fouet             |  | PDF (FN jusqu'en 2009)                                            | Patrie et Liberté (Front national en 2004-2009)                     |                                                              |
| Somme | Picardie à Gauche | 1  | Maxime Gremetz          |  | Colère et espoir (CE) (PCF jusqu'en 2006)                         | Communiste et républicain                                           |                                                              |
| Somme | Picardie à Gauche | 2  | Annie-Claude Leuliette  |  | PS                                                                | Socialiste                                                          |                                                              |
| Somme | Picardie à Gauche | 3  | Didier Cardon           |  | PS                                                                | Socialiste                                                          |                                                              |
| Somme | Picardie à Gauche | 4  | Françoise Van Hecke     |  | PCF (App.)                                                        | Communiste et progressiste (Communiste et républicain en 2004-2006) |                                                              |
| Somme | Picardie à Gauche | 5  | Francis Lec             |  | PS                                                                | Socialiste                                                          | Démissionne en mars 2008                                     |
| Somme | Picardie à Gauche | 6  | Christine Lefevre       |  | PS                                                                | Socialiste                                                          |                                                              |
| Somme | Picardie à Gauche | 7  | Pascal Dacheux          |  | DVG (Les Verts jusqu'en 2008)                                     | Non-inscrits (Verts-PRG en 2004-2009)                               |                                                              |
| Somme | Picardie à Gauche | 8  | Valérie Kumm            |  | PS                                                                | Socialiste                                                          |                                                              |
| Somme | Picardie à Gauche | 9  | Olivier Chapuis-Roux    |  | PCF                                                               | Communiste et progressiste (Communiste et républicain en 2004-2006) |                                                              |
| Somme | Picardie à Gauche | 10 | Colette Michaux         |  | PS                                                                | Socialiste                                                          |                                                              |
| Somme | Picardie à Gauche | 11 | Jean-Luc Belpaume       |  | Colère et espoir (CE) (PCF jusqu'en 2006)                         | Communiste et républicain                                           |                                                              |
| Somme | Picardie à Gauche | 12 | Charlotte Delécolle     |  | PCF                                                               | Communiste et progressiste (Communiste et républicain en 2004)      | élection annulée le 28/10/2004, remplace Francis Lec en 2008 |
| Somme | Aimer la Picardie | 1  | Jérôme Bignon           |  | UMP                                                               | Aimer la Picardie                                                   | Démissionne le 13 avril 2004                                 |
| Somme | Aimer la Picardie | 2  | Brigitte Fouré          |  | NC (UDF jusqu'en 2007)                                            | Aimer la Picardie                                                   | Démissionne le 10 janvier 2008                               |
| Somme | Aimer la Picardie | 3  | Alain Babaut            |  | NC (DVD jusqu'en 2008)                                            | Aimer la Picardie                                                   |                                                              |
| Somme | Aimer la Picardie | 4  | France Mathieu          |  | MoDem (UDF jusqu'en 2007)                                         | Non-inscrits (Aimer la Picardie en 2004-2006, UDF en 2006-2008)     |                                                              |
| Somme | Aimer la Picardie | 5  | Roger Mezin             |  | UMP                                                               | Aimer la Picardie                                                   |                                                              |
| Somme | Aimer la Picardie | 6  | Marie-Dominique Messean |  | UMP                                                               | Aimer la Picardie                                                   | Remplace Jérôme Bignon le 14 avril 2004                      |
| Somme | Aimer la Picardie | 7  | Béatrice de Villeneuve  |  | UMP                                                               | Aimer la Picardie                                                   | Remplace Brigitte Fouré le 11 janvier 2008                   |
| Somme | Front national    | 1  | Pierre Descaves         |  | PDF (FN jusqu'en 2009)                                            | Patrie et Liberté (Front national en 2004-2009)                     |                                                              |
| Somme | Front national    | 2  | Catherine Chatelain     |  | FN                                                                | Front national                                                      |                                                              |

### Exécutif

#### Au 28 mars 2004
| Titulaire | Titulaire              | Fonction            | Compétences                                                              |
| --------- | ---------------------- | ------------------- | ------------------------------------------------------------------------ |
|           | Claude Gewerc          | Président           |                                                                          |
|           | Maxime Gremetz         | 1er Vice-président  | Emploi, Développement économique, Industrie                              |
|           | Arnaud Caron           | 2e Vice-président   | Finances, Planification, Organisation                                    |
|           | Michèle Baullard       | 3e Vice-présidente  | Aménagement du territoire, Développement durable, TIC                    |
|           | Didier Cardon          | 4e Vice-président   | Formation tout au long de la vie                                         |
|           | Laurence Rossignol     | 5e Vice-présidente  | Vivre ensemble, Jeunesse, Vie associative, Economie sociale et solidaire |
|           | Daniel Beurdeley       | 6e Vice-président   | Transports                                                               |
|           | Michèle Cahu           | 7e Vice-présidente  | Coopération décentralisée, Europe                                        |
|           | Olivier Chapuis-Roux   | 8e Vice-président   | Sports, Loisirs et Traditions populaires                                 |
|           | Pascal Dacheux         | 9e Vice-président   | Agriculture, Environnement                                               |
|           | Anne Ferreira          | 10e Vice-présidente | Tourisme et Transport technologique                                      |
|           | Frédéric Fillon-Quibel | 11e Vice-président  | Lycées                                                                   |
|           | Béatrice Lejeune       | 12e Vice-présidente | Logement                                                                 |
|           | Annie-Claude Leuliette | 13e Vice-présidente | Insertion et lutte contre la discrimination                              |
|           | Colette Michaux        | 14e Vice-présidente | Santé                                                                    |
|           | Alain Reuter           | 15e Vice-président  | Culture                                                                  |

#### Au1ermars 2010
| Titulaire | Titulaire              | Fonction            | Compétences                                                              |
| --------- | ---------------------- | ------------------- | ------------------------------------------------------------------------ |
|           | Claude Gewerc          | Président           |                                                                          |
|           | Daniel Beurdeley       | 1er Vice-président  | Transports                                                               |
|           | Arnaud Caron           | 2e Vice-président   | Finances, Planification, Organisation                                    |
|           | Michèle Fuselier       | 3e Vice-présidente  | Aménagement du territoire, Développement durable, TIC                    |
|           | Didier Cardon          | 4e Vice-président   | Formation tout au long de la vie                                         |
|           | Laurence Rossignol     | 5e Vice-présidente  | Vivre ensemble, Jeunesse, Vie associative, Economie sociale et solidaire |
|           | Michèle Cahu           | 6e Vice-présidente  | Coopération décentralisée, Europe                                        |
|           | Olivier Chapuis-Roux   | 7e Vice-président   | Sports, Loisirs et Traditions populaires                                 |
|           | Pascal Dacheux         | 8e Vice-président   | Agriculture, Environnement                                               |
|           | Anne Ferreira          | 9e Vice-présidente  | Tourisme et Transport technologique                                      |
|           | Frédéric Fillon-Quibel | 10e Vice-président  | Lycées                                                                   |
|           | Béatrice Lejeune       | 11e Vice-présidente | Logement                                                                 |
|           | Annie-Claude Leuliette | 12e Vice-présidente | Insertion et lutte contre la discrimination                              |
|           | Colette Michaux        | 13e Vice-présidente | Santé                                                                    |
|           | Alain Reuter           | 14e Vice-président  | Culture                                                                  |
|           | Françoise Van Hecke    | 15e Vice-présidente | Tourisme                                                                 |

## Historique

### Nombre d'élus le 28 mars 2004

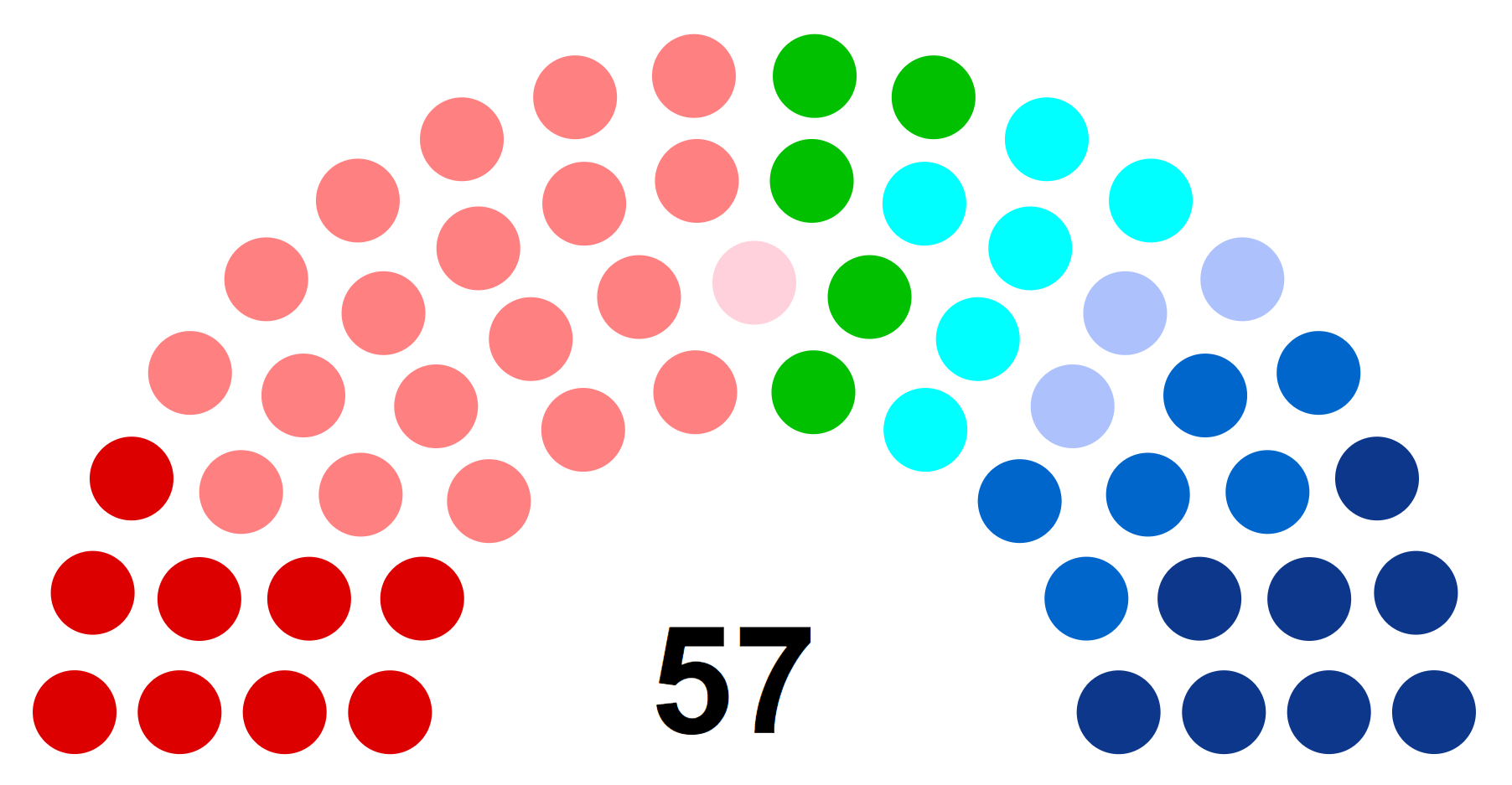
Composition du conseil régional en avril 2004

|            |                                    | 02 | 60 | 80 | TOTAL | Listes de 2004       |
|            | Parti socialiste                   | 6  | 7  | 6  | 19    | Picardie à Gauche 34 |
|            | Parti communiste français          | 2  | 2  | 5  | 9     | Picardie à Gauche 34 |
|            | Les Verts                          | 2  | 2  | 1  | 5     | Picardie à Gauche 34 |
|            | Parti radical de gauche            | /  | 1  | /  | 1     | Picardie à Gauche 34 |
|            | Union pour un mouvement populaire  | 2  | 2  | 2  | 6     | Aimer la Picardie 15 |
|            | Union pour la démocratie française | 2  | 2  | 2  | 6     | Aimer la Picardie 15 |
|            | Divers droite                      | /  | 2  | 1  | 3     | Aimer la Picardie 15 |
|            | Front national                     | 2  | 4  | 2  | 8     | Front national 8     |
| TOTAL ÉLUS | TOTAL ÉLUS                         | 16 | 22 | 19 | 57    |                      |

### Nombre d'élus en février 2010

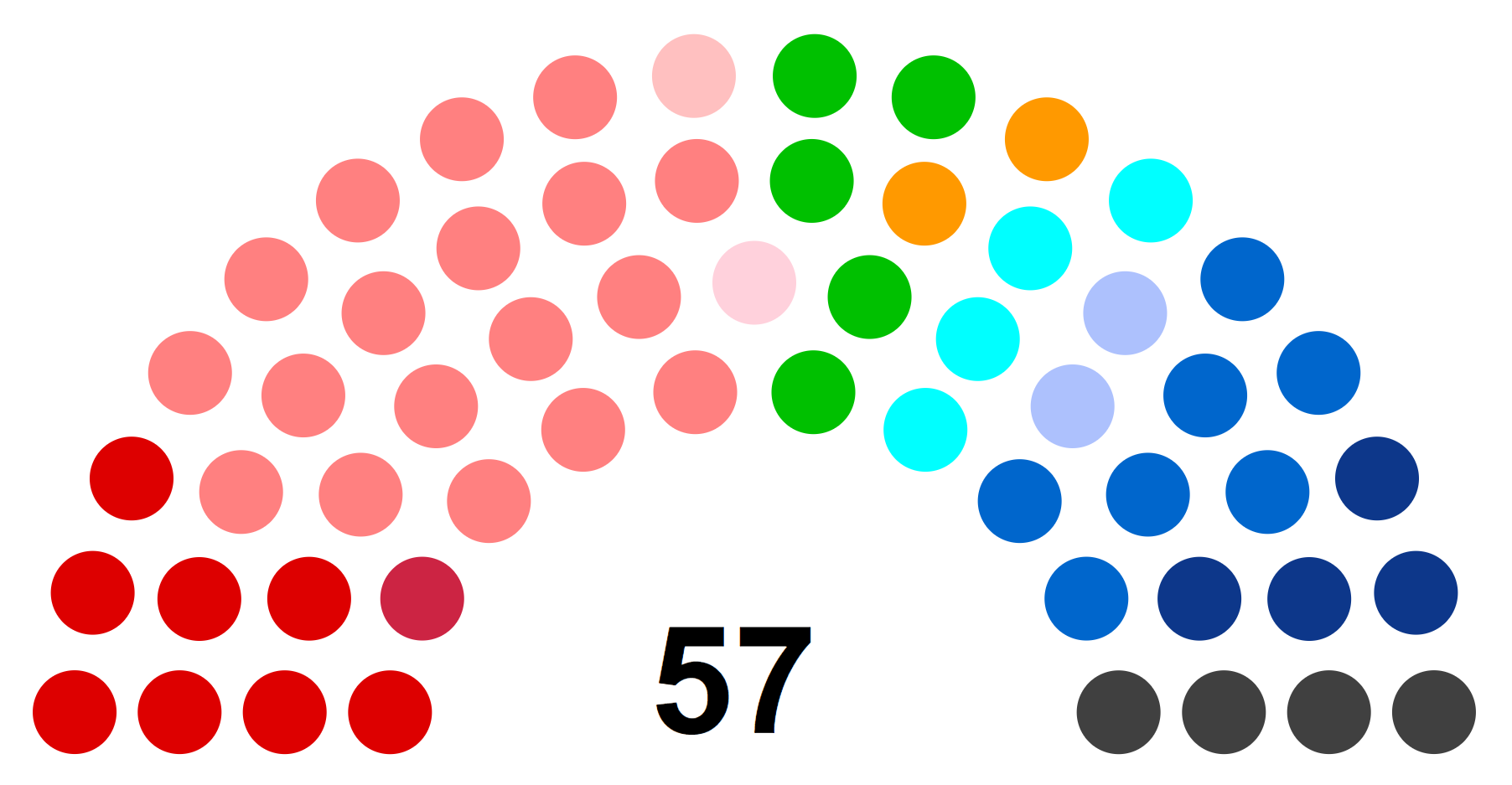
Composition du conseil régional en février 2010

|            |                                   | 02 | 60 | 80 | TOTAL | Listes de 2004       |
|            | Parti socialiste                  | 6  | 7  | 5  | 18    | Picardie à Gauche 34 |
|            | Parti communiste français         | /  | 2  | 3  | 5     | Picardie à Gauche 34 |
|            | Les Verts                         | 2  | 3  | /  | 5     | Picardie à Gauche 34 |
|            | Colère et espoir (ex-PCF)         | 1  | /  | 2  | 3     | Picardie à Gauche 34 |
|            | Parti radical de gauche           | /  | 1  | /  | 1     | Picardie à Gauche 34 |
|            | Parti de gauche (ex-Les Verts)    | 1  | /  | /  | 1     | Picardie à Gauche 34 |
|            | Divers gauche (ex-Les Verts)      | /  | /  | 1  | 1     | Picardie à Gauche 34 |
|            | Union pour un mouvement populaire | 2  | 2  | 3  | 7     | Aimer la Picardie 15 |
|            | Nouveau centre                    | 1  | 2  | 1  | 4     | Aimer la Picardie 15 |
|            | Mouvement démocrate               | 1  | /  | 1  | 2     | Aimer la Picardie 15 |
|            | Divers droite                     | /  | 2  | /  | 2     | Aimer la Picardie 15 |
|            | Front national                    | 2  | 1  | 1  | 4     | Front national 8     |
|            | Parti de la France                | /  | 3  | 1  | 4     | Front national 8     |
| TOTAL ÉLUS | TOTAL ÉLUS                        | 16 | 23 | 18 | 57    |                      |

### Évolution de l'assemblée régionale
|                  | Groupe | Groupe | Groupe    | Groupe | Groupe | Groupe | Groupe | Groupe | Non inscrits |
| C&R              | C&P    | SOC    | Verts-PRG | UDF    | ALP    | FN     | P&L    |        | Non inscrits |
| ---------------- | ------ | ------ | --------- | ------ | ------ | ------ | ------ | ------ | ------------ |
|                  |        |        |           |        |        |        |        |        | Non inscrits |
| 1er avril 2004   | 9      | -      | 19        | 6      | -      | 15     | 8      | -      | -            |
| 1er janvier 2005 | 8      | -      | 19        | 7      | -      | 15     | 8      | -      | -            |
| 1er janvier 2006 | 8      | -      | 19        | 7      | -      | 15     | 8      | -      | -            |
| 1er janvier 2007 | 3      | 4      | 19        | 8      | 3      | 12     | 8      | -      | -            |
| 1er janvier 2008 | 3      | 4      | 19        | 8      | 3      | 12     | 8      | -      | -            |
| 1er janvier 2009 | 3      | 5      | 18        | 8      | -      | 12     | 8      | -      | 3            |
| 1er janvier 2010 | 3      | 5      | 18        | 6      | -      | 12     | 5      | 3      | 5            |

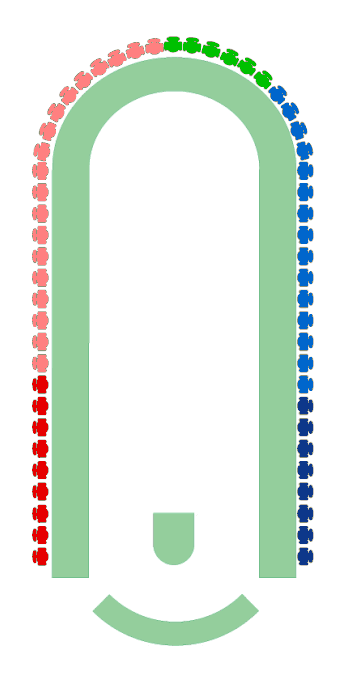
2004-2005
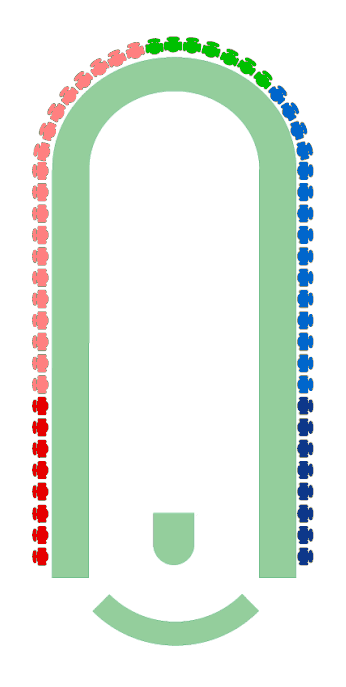
2005-2006
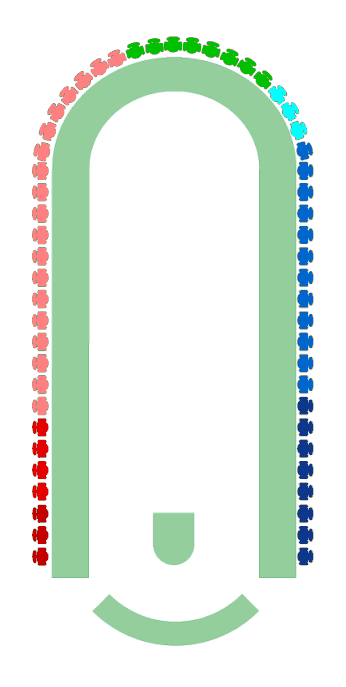
2006-2008
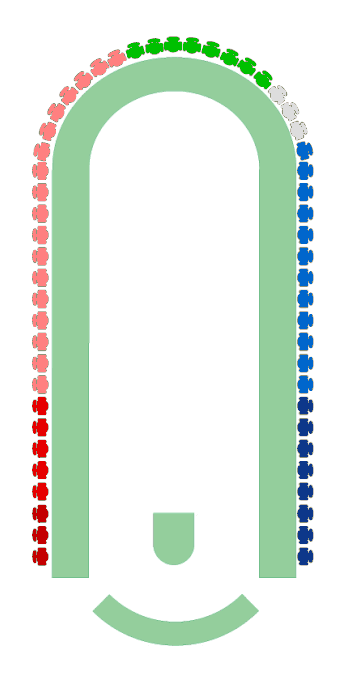
2008-2009
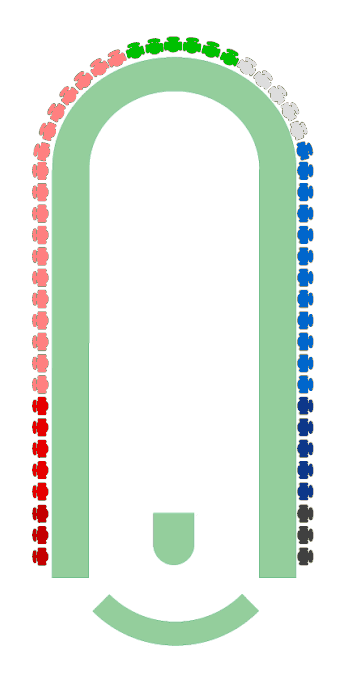
2009-2010